# Големите северни стени на Алпите
Големите северни стени на Алпите са група от три или шест северни стени, отличаващи се по своя размер, трудност и опасност за катерачите.
Трите големи северни стени на Алпите са тези на Айгер, Гранд Жорас и Матерхорн. Наричат ги и „Трилогията“ (Trilogy). Изкачени за пръв път през 30-те години на ХХ век, след много опити и понякога драми, те продължават да бъдат мерило за трудностите в алпинизма.
През 50-те год. на ХХ век Гастон Ребюфа добавя към тях още три стени – Пти Дрю, Пиц Бадиле и Чима Гранде ди Лаваредо и така се появява терминът Шестте големи северни стени на Алпите.
Понякога се използват термини като „четирите големи алпийски стени“; това означава „Голямата тройка“ и четвърта, най-вече северната стена на Пти Дрю.

## Концепцията за „Големите северни стени“

### Значение на термина „северна стена“
Терминът „северна стена“ се асоциира от алпинистите с особени алпийски трудности и опасности, докато източните, южните или западните стени са по-лесни за изкачване. Северните стени на високите планини в северното полукълбо, поради сенчестата си позиция, обикновено се характеризират с по-голямо обледеняване и по-големи трудности, отколкото другите стени. В алпийския смисъл концепцията Nordwand означава наистина страхотни и предизвикателни маршрути, но също така студ и опасност.

### Основания за включване в големите северни стени
При включване на една стена към „големите северни стени“ на Алпите абсолютната височина на стената е по-малко определяща. Следователно терминът „голяма северна стена“ не е синоним на „висока северна стена“. В Алпите има много високи северни стени, но само три до шест се броят сред „големите северни стени“. Например северната стена на Триглав в Юлийските Алпи с височина 1500 m е една от най-високите в Алпите, но поради сравнително ниската ѝ трудност не е посочена като „голяма северна стена“. Някои от „големите северни стени“ са, строго погледнато, не северни, а северозападни (например Айгер) или североизточни (Пиц Бадиле). Тези стени се наричат северни стени, защото това е смислово и езиково по-добре.

### Опасност и смърт
Най-известната и поради каменопадите и честите сривове на времето най-опасната от големите северни стени е северната стена на Айгер. Там са загинали 51 алпинисти (към 2008 г.). Въпреки че на други алпийски стени, напр. източната на вр. Вацман, има значително повече загинали (там до юли 2010 г. смъртните случаи са 100), причините за това обаче не са по-големите трудности и опасности на стената, а по-скоро повечето недостатъчно подготвени катерачи, които опитват да се катерят там. Тъй като огромните изисквания на големите северни стени са добре известни, неопитни алпинисти се пробват сравнително рядко върху тях.
Технически най-трудна за катерене и най-стръмна е северната стена на Чима Гранде ди Лаваредо, но това е чисто скално катерене. Освен това тя е единствената под 3000 m н. в., поради местоположението ѝ в Южен Тирол опасността от срив на времето и температурите е по-малка, а и като цяло суровият високоалпийски облик не е толкова силно изразен, колкото при останалите пет големи стени.

## Исторически преглед

### Първи изкачвания
Трите северни стени са изкачени за пръв път през 30-те години на ХХ век от немски и австрийски алпинисти. Северната стена на Матерхорн (4478 m) е изкачена през 1931 г. (31 юли –1 август) от братята Франц и Тони Шмит (Franz und Toni Schmid), тази на Гранд Жорас (4208 m) – през 1935 г. (28 – 29 юни) от Мартин Майер и Рудолф Петерс (Martin Meier, Rudolf Peters), а стената на Айгер (3970 m) е изкачена последна, през 1938 (21 – 24 юли) от Андерл Хекмайр, Лудвиг Фьорг, Хайнрих Харер и Фриц Каспарек (Anderl Heckmair, Ludwig Vörg, Heinrich Harrer, Fritz Kasparek).
Именно Фриц Каспарек през 1938 г. пръв въвежда концепцията за трите големи алпийски проблема („drei großen Wandprobleme“) в книгата, написана заедно с другарите му по свръзка след премиерното изкачване по северната стена на Айгер. Изразът е поет от Андерл Хекмайр в неговата книга „Трите последни проблема на Алпите“ (1949 г.) и се утвърждава в литературата.
Първият алпинист, изкачил и трите големи северни стени, е Гастон Ребюфа, в периода 1945 – 1952. През юли 1945 г. той, заедно с Едуар Френдо, изкачва Гранд Жорас по реброто Уокър, през юни 1949 г. с Раймон Симон – Матерхорн по пътя на Шмид, а през 1952 г. и северната стена на Айгер с клиентите си Пол Хабран, Гуидо Маньоне, Пиер Леру и Жан Бруно.
Към трите северни стени на Каспарек и Хекмайр Ребюфа добавя още три в книгата си „Звезди и бури“ (1954 г.) – тези на Дрю, Пиц Бадиле и Чима Гранде ди Лаваредо. Така се появява терминът Шестте големи северни стени на Алпите. Тези допълнителни три северни стени също са били изкачени през 30-те години на миналия век: Чима Гранде ди Лаваредо от Емилио Комичи и братята Джовани и Анджело Димай на 13 и14 август 1933 г., Дрю от Пиер Ален и Рене Лайнингер през 1935 г. и Пиц Бадиле от Касин, Рати и Еспозито от 14 до 16 юли 1937 г. с Молтени и Валсечи, които умрат от изтощение, единият при изкачването (той е издърпан на върха, за да не бъде оставен от швейцарската страна), а другият – при спускането.
Гастон Ребюфа изкачва и тези три стени през същия период (1945 – 1952) и така става първият човек, изкачил шестте големи северни стени на Алпите.

### Следващи постижения
С усъвършенстването на оборудването и методите алпинистите си поставят нови цели. Изкачването на „Голямата тройка“ в рамките на една година е постигнато от австриеца Лео Шльомер (Leo Schlömmer) от лятото на 1961 до лятото на 1962 г.
Първият, изкачил „Трилогията“ през зимата, при това соло, е Ivano Ghirardini (1977 – 1978), а Катрин Дестивел (Catherine Destivelle) е първата жена, постигнала това (1992 – 1994).
Първата жена, изкачила шестте големи северни стени, е Ивет Воше (Yvette Vaucher) (1964 – 1975).
През 1993 г. Алисън Харгрийвс (Alison Hargreaves) е първата жена, изкачила соло шестте големи северни стени в рамките на една година.
През зимата на 2014/2015 г. британският алпинист Том Балард (Tom Ballard), син на Алисън Харгрийвс, е първият, който солово и без никакъв екип за подкрепа изкачва само за един зимен сезон и шестте големи северни стени.

## Галерия
- Северната стена на Пти Дрю
- Североизточната стена на Пиц Бадиле
- Северната стена на Чима гранде ди Лаваредо